# Språkförsvaret
 (juillet 2014).
Språkförsvaret (traduction littérale: défense de langue) est un réseau politiquement indépendant travaillant pour renforcer le statut du suédois en Suède. Un aspect important de ce travail doit répondre à l'effet de perte de domaine, c'est-à-dire quand une langue cesse d'être utilisée dans un domaine spécifique. Par exemple, les cours universitaires dans les sciences de l'ingénieur sont à présent tenus en anglais.

## Histoire et activités
À l'origine simple site internet, Språkförsvaret a réuni de plus en plus de membres et est devenu un réseau en 2005.
Le réseau a organisé des réunions de discussion ouvertes et des séminaires. Le statut général de la langue suédoise a été discuté au séminaire en 2005 et à une rencontre de discussion 2007. En 2008, Språkförsvaret a organisé un séminaire sur le statut du suédois dans le système éducatif. L'automne 2009 a vu une série de trois séminaires : la position de la langue suédoise dans l'UE, la communauté des langues scandinaves et le statut de la langue suédoise en Finlande. Au printemps 2010 s'est tenu un séminaire sur l'utilisation de l'anglais dans la publicité en Suède.
Språkförsvaret a formulé une proposition indépendante pour une « loi de langue nationale » (språklag) et d'autres documents tels que « la politique de langue dans l'éducation tertiaire » (språkpolitiken inom högskolan) et « la communauté des langues nordiques » (l'antre nordiska språkgemenskapen). En outre, le réseau a agi comme un corps de révision officiel (remissinstans) quand la loi de langue nationale actuelle a été développée.
Depuis l'entrée en vigueur de la loi de langue nationale (språklagen (sv)) le réseau a travaillé activement pour garantir que la nouvelle loi soit appliquée dans autant de domaines de la société que possible. Språkförsvaret a évalué en même temps la portée de la nouvelle loi au cours de la réalisation d'une série de plaintes formelles au Médiateur Parlementaire (JO). Une plainte a concerné l'utilisation par le gouvernement suédois de titres exclusivement en anglais dans les adresses de son courrier électronique officiel. Cela a été renforcé par une réponse officielle sur le site Internet du JO[réf. nécessaire]. 

## Idées
Språkförsvaret reconnaît la valeur et l'utilité de la langue anglaise en qualité de langue étrangère, mais trouve que le statut actuel de l'anglais comme une prétendue langue mondiale constitue à la longue une menace pour la survie d'autres langues, y compris le suédois.  
Språkförsvaret trouve que le plurilinguisme constitue une ressource inestimable en soi-même et que la langue suédoise en Suède doit être défendue plus que jamais. Cela est important surtout à cause de l'adhésion de la Suède de l'Union européenne et la tendance vers la mondialisation.